# Кабала (деревня)
Кабала (эст. Kabala; до октября 2017 года — Тамме, эст. Tamme) — деревня в волости Рапла уезда Рапламаа, Эстония. До административно-территориальной реформы 2017 года деревня называлась Тамме и была центром волости Райккюла.
По состоянию на 2006 год население деревни составляло 370 человек.